# Corbu (Olt)
Corbu é uma comuna romena localizada no distrito de Olt, na região de Oltênia. A comuna possui uma área de 44.91 km² e sua população era de 2548 habitantes segundo o censo de 2007.